# Orlångens naturreservat
Orlångens naturreservat ligger i Huddinge kommun. Dess centrala del ligger 5 km sydost om Huddinge centrum. Största vattenområde är sjön Orlången. Reservatet bildades 1998 och har en areal på 1500 ha (varav 300 ha vatten).

## Allmänt
Reservatet innehåller mycket öppen mark och har haft stor betydelse för Huddinges utveckling genom tiderna. Området är av intresse för ornitologer, speciellt sankmarkerna söder om Ågestasjön som är en av de finaste rastplatserna för fåglar. Flera sällsynta arter finns, som till exempel brun kärrhök och rördrom. Inom reservatet finns Stensättra fornborg, som är Huddinge kommuns största fornborg från järnåldern.

## Bilder

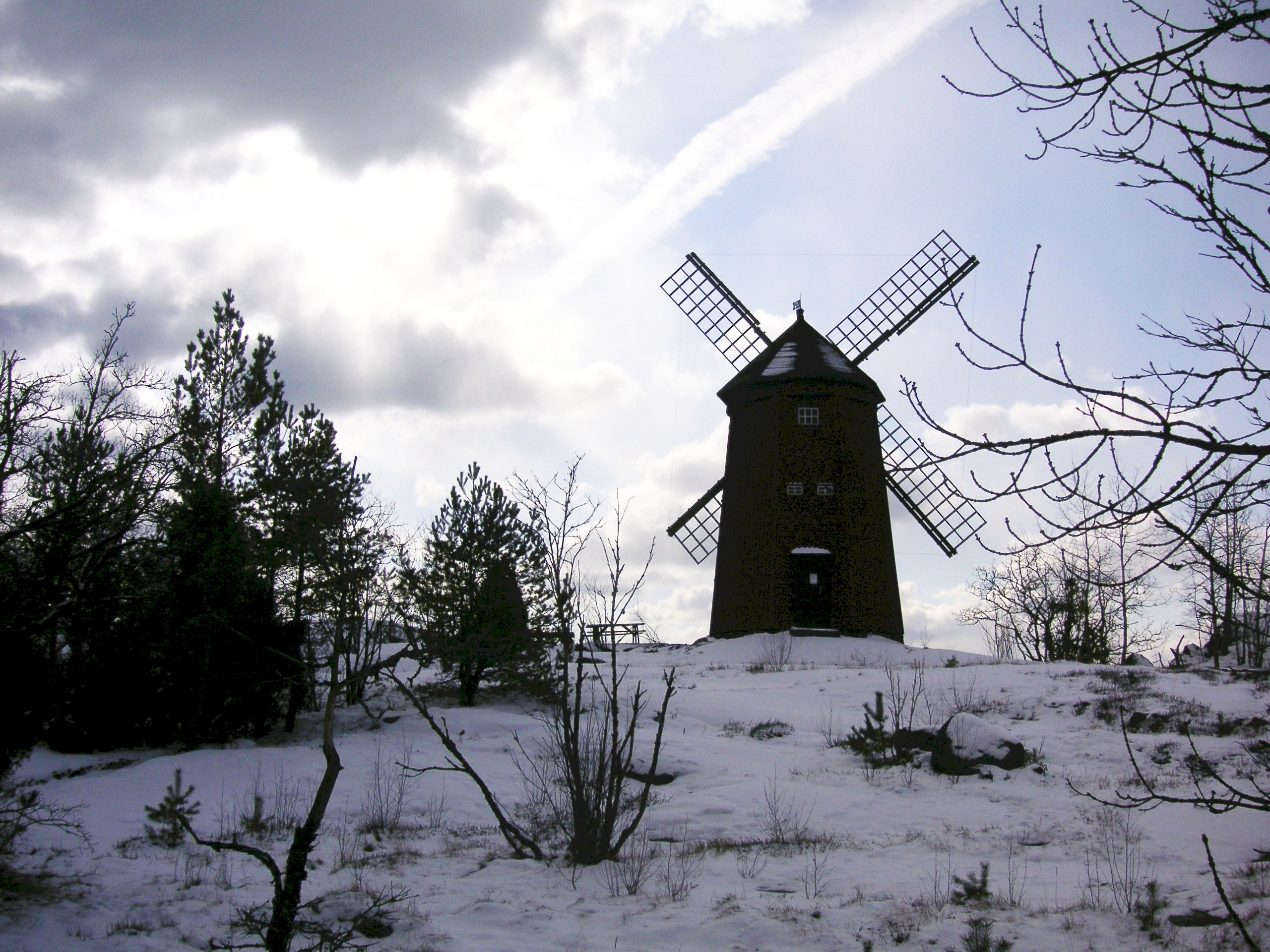
Balingsta kvarn
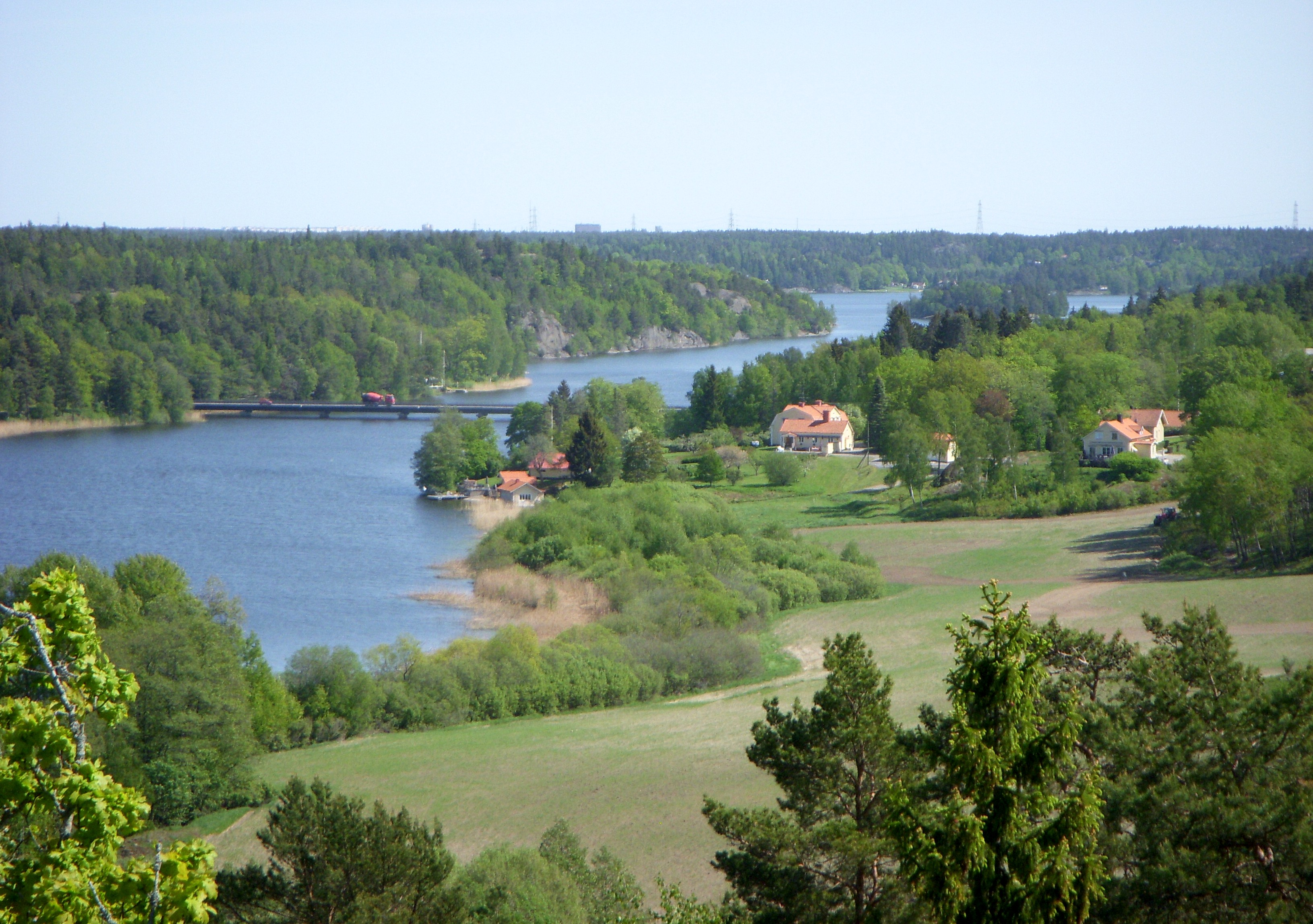
Flemingsbergsviken och Orlången
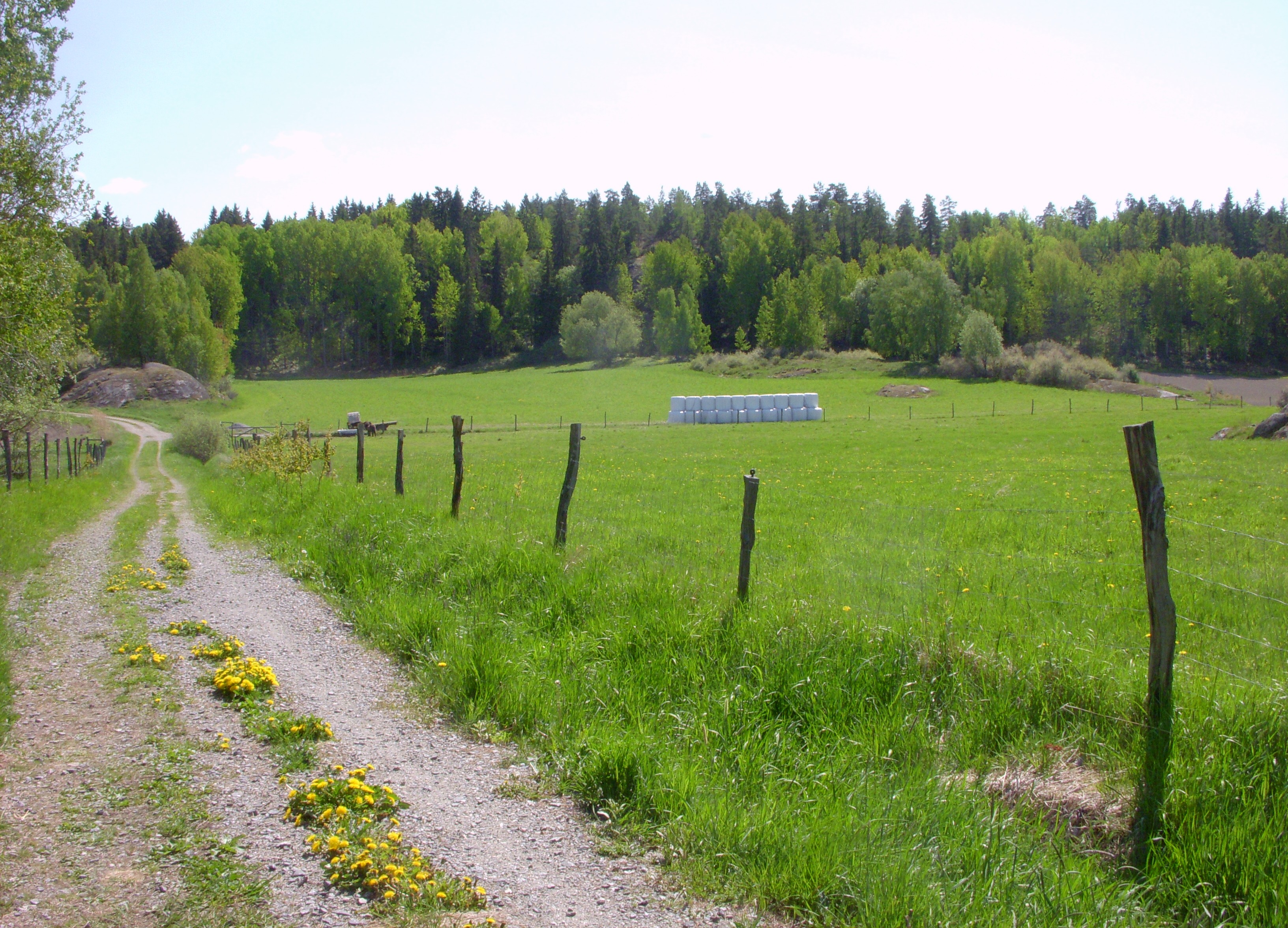
Kulturlandskapet vid Stensättra gård
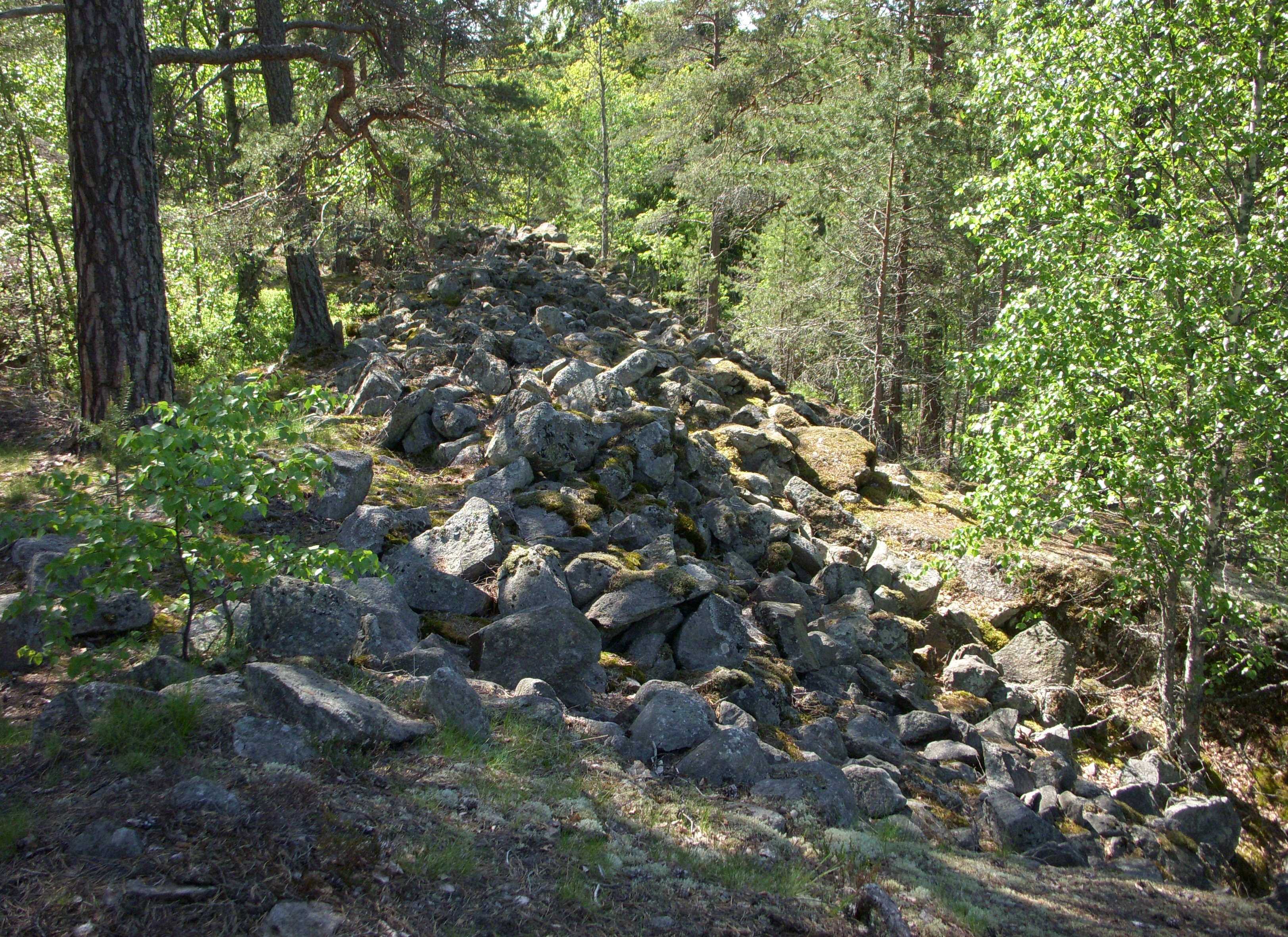
Stensättra fornborg